# Relación de energía-momento

Triángulo de Einstein

En física, la relación de energía-momento, o relación de dispersión relativista, es la ecuación relativista que relaciona la energía total (que también se denomina energía relativista) con la masa invariante (que también se denomina masa en reposo) y la cantidad de movimiento. Es la extensión de la equivalencia entre masa y energía para cuerpos o sistemas con momento distinto de cero. Puede escribirse como la siguiente ecuación:
| {\displaystyle E^{2}=(p{\textrm {c}})^{2}+\left(m_{0}{\textrm {c}}^{2}\right)^{2}\,} |

|  |  |  |
|  |  |  |

Esta ecuación es válida para un cuerpo o para un sistema físico, como una o más partículas, con energía total E, masa invariante m0 y momento de magnitud p. La constante c es la velocidad de la luz. Se asume el caso de la teoría de la relatividad especial con el espacio tiempo lineal y en el que las partículas son libres. La energía total es la suma de la energía en reposo y de la energía cinética, mientras que la masa invariante es la masa medida en el sistema de referencia del centro del momento.
Para cuerpos o sistemas con momento cero, se simplifica a la ecuación de masa-energía {\displaystyle E=m_{0}{\textrm {c}}^{2}}, donde la energía total en este caso es igual a la energía en reposo (también escrita como E0).
El modelo del mar de Dirac, que se utilizó para predecir la existencia de la antimateria, está estrechamente relacionado con la relación energía-momento.

## Conexión conE=mc2
La relación energía-momento es consistente con la conocida equivalencia entre masa y energía en ambas interpretaciones: E = mc2 relaciona la energía total E con la masa relativista (total) m (alternativamente denotada como mrel o mtot), mientras que E0 = m0c2 relaciona la energía en reposo E0 con la masa en reposo (invariante) m0.
A diferencia de cualquiera de esas ecuaciones, la ecuación de energía-momento (1) relaciona la energía total con la masa en reposo m0. Las tres ecuaciones son válidas simultáneamente.

## Casos especiales
1. Si el cuerpo es una partícula sin masa (m0 = 0), entonces (1) se reduce a E = pc. Para los fotones, esta es la relación, descubierta en la electrodinámica del siglo XIX, entre el momento radiante (que causa presión de radiación) y la energía radiante.
2. Si la velocidad del cuerpo v es mucho menor que c, entonces (1) se reduce a E = 12m0v2 + m0c2; es decir, la energía total del cuerpo es simplemente su energía cinética clásica (12m0v2) más su energía en reposo.
3. Si el cuerpo está en reposo (v = 0), es decir, en su sistema de referencia del centro del momento (p = 0), se tiene que E = E0 y m = m0. Por lo tanto, la relación energía-momento y ambas formas de la relación masa-energía (mencionadas anteriormente) se vuelven todas iguales.

Una relación más general de la ecuación (1) es válida para la relatividad general.
La masa invariante (o masa en reposo) es una invariante para todos los sistemas de referencia (de ahí el nombre), no solo en los sistemas de referencia inerciales en el espacio-tiempo plano, sino también en los sistemas de referencia acelerados que viajan a través del espacio-tiempo curvo (véase más abajo). Sin embargo, la energía total de la partícula E y su momento relativista p dependen del sistema de referencia considerado. El movimiento relativo entre dos sistemas de referencia hace que los observadores midan diferentes valores de la energía y el momento de la partícula. Desde un sistema de referencia se mide E y p, mientras que desde el otro sistema se mide E′ y p′, donde E′ ≠ E y p′ ≠ p, a menos que no haya movimiento relativo entre observadores, en cuyo caso cada observador mide la misma energía y momentos. Aunque todavía se tiene que en el espacio-tiempo plano:
{\displaystyle {E'}^{2}-\left(p'c\right)^{2}=\left(m_{0}c^{2}\right)^{2}\,.}
Las cantidades E, p, E′ y p′ están todas relacionadas por una transformación de Lorentz. La relación permite eludir las transformaciones de Lorentz al determinar solo las magnitudes de la energía y de los momentos al igualar las relaciones en los diferentes sistemas de referencia. Nuevamente en el espacio-tiempo plano, esto se traduce en
{\displaystyle {E}^{2}-\left(pc\right)^{2}={E'}^{2}-\left(p'c\right)^{2}=\left(m_{0}c^{2}\right)^{2}\,.}
Dado que m0 no cambia de un sistema a otro, la relación energía-momento se utiliza en los cálculos de la mecánica relativista y de la física de partículas, ya que la energía y el momento se dan en el sistema de reposo de una partícula (es decir, E′ y p′ como lo concluiría un observador que se mueve con la partícula) y se miden en un sistema de referencia local (es decir, E y p como lo determinarían los físicos de partículas en un laboratorio, y no se mueven con las partículas).
En mecánica cuántica relativista, es la base para construir las ecuaciones de onda relativistas, ya que si la ecuación de onda relativista que describe la partícula es consistente con esta ecuación, es consistente con la mecánica relativista y es un escalar de Lorentz. En la teoría cuántica de campos, es aplicable a todas las partículas y campos.

## Orígenes y deducción de la ecuación
La relación energía-momento se remonta al artículo de Max Planck, publicado en 1906. Fue utilizada por Walter Gordon en 1926 y luego por Paul Dirac en 1928 bajo la forma {\textstyle E={\sqrt {c^{2}p^{2}+(m_{0}c^{2})^{2}}}+V}, donde V es la cantidad de energía potencial.
La ecuación se puede deducir de varias maneras. Dos de las más simples consideran
1. La dinámica relativista de una partícula masiva
2. Evaluar la norma del cuadrimomento del sistema. Este método se aplica tanto a partículas masivas como sin masa, y se puede extender a sistemas de múltiples partículas con relativamente poco esfuerzo.

### Enfoque heurístico para partículas masivas
Para un objeto masivo que se mueve a una velocidad de componentes u = (ux, uy, uz) con magnitud | u | = u en el sistema de referencia local:
{\displaystyle E=\gamma _{(\mathbf {u} )}m_{0}c^{2}}
es la energía total del objeto en movimiento en el sistema de referencia del laboratorio,
{\displaystyle \mathbf {p} =\gamma _{(\mathbf {u} )}m_{0}\mathbf {u} }
es la cantidad de movimiento tridimensional del objeto en el sistema de referencia del laboratorio con magnitud | p | = p. La energía relativista E y el momento p incluyen el factor de Lorentz definido por:
{\displaystyle \gamma _{(\mathbf {u} )}={\frac {1}{\sqrt {1-{\frac {\mathbf {u} \cdot \mathbf {u} }{c^{2}}}}}}={\frac {1}{\sqrt {1-\left({\frac {u}{c}}\right)^{2}}}}}
Algunos autores usan la masa relativista definida por:
{\displaystyle m=\gamma _{(\mathbf {u} )}m_{0}}
aunque la masa en reposo m0 tiene un significado más fundamental y se usará principalmente sobre la masa relativista m en este artículo.
Elevando al cuadrado el 3-momento se obtiene:
{\displaystyle p^{2}=\mathbf {p} \cdot \mathbf {p} ={\frac {m_{0}^{2}\mathbf {u} \cdot \mathbf {u} }{1-{\frac {\mathbf {u} \cdot \mathbf {u} }{c^{2}}}}}={\frac {m_{0}^{2}u^{2}}{1-\left({\frac {u}{c}}\right)^{2}}}}
y entonces, resolviendo para u2 y sustituyendo en el factor de Lorentz, se obtiene su forma alternativa en términos de 3-momento y masa, en lugar de 3-velocidad:
{\displaystyle \gamma ={\sqrt {1+\left({\frac {p}{m_{0}c}}\right)^{2}}}}
Insertando esta forma del factor de Lorentz en la ecuación de energía se obtiene:
{\displaystyle E=m_{0}c^{2}{\sqrt {1+\left({\frac {p}{m_{0}c}}\right)^{2}}}}
seguido de más reordenamientos se obtiene (1). La eliminación del factor de Lorentz también elimina la dependencia implícita de la velocidad de la partícula en (1), así como cualquier inferencia a la masa relativista de una partícula masiva. Este enfoque no es general, ya que no se consideran partículas sin masa. Establecer ingenuamente que m0 = 0 significaría que E = 0 y p = 0 y no se podría deducir ninguna relación energía-momento, lo que no es correcto.

### Norma del cuadrimomento

La energía y el momento de un objeto medidos en dos sistema de referencia inercial en el espacio de energía-momento: el sistema de referencia amarillo mide E y p, mientras que el sistema de referencia azul mide E′ y p′. La flecha verde es el cuadrimomento P de un objeto con una longitud proporcional a su masa en reposo m_{0}. El sistema de referencia verde es el sistema de referencia del centro del momento para el objeto con energía igual a la energía en reposo. Las hipérbolas muestran que la transformación de Lorentz de un sistema de referencia a otro es una contracción, y que Φ y Φ + η son las rapideces de los sistemas de referencia azul y verde, respectivamente.

#### Relatividad especial
En el espacio-tiempo de Minkowski, la energía (dividida por c) y el momento son dos componentes de un cuadrivector de Minkowski, denominado el cuadrimomento:
{\displaystyle \mathbf {P} =\left({\frac {E}{c}},\mathbf {p} \right)\,,}
(estos son las componentes contravariantes).
El producto interior de Minkowski ⟨ , ⟩ de este vector por sí mismo da el cuadrado de la norma del propio vector, es decir, es proporcional al cuadrado de la masa en reposo m del cuerpo:
{\displaystyle \left\langle \mathbf {P} ,\mathbf {P} \right\rangle =|\mathbf {P} |^{2}=\left(m_{0}c\right)^{2}\,,}
una cantidad invariante de Lorentz, y por lo tanto, independiente del sistema de referencia. Usando la métrica de Minkowski η con convenio de signos (− + + +), el producto interno es
{\displaystyle \left\langle \mathbf {P} ,\mathbf {P} \right\rangle =|\mathbf {P} |^{2}=-\left(m_{0}c\right)^{2}\,,}
y
{\displaystyle \left\langle \mathbf {P} ,\mathbf {P} \right\rangle =P^{\alpha }\eta _{\alpha \beta }P^{\beta }={\begin{pmatrix}{\frac {E}{c}}&p_{x}&p_{y}&p_{z}\end{pmatrix}}{\begin{pmatrix}-1&0&0&0\\0&1&0&0\\0&0&1&0\\0&0&0&1\\\end{pmatrix}}{\begin{pmatrix}{\frac {E}{c}}\\p_{x}\\p_{y}\\p_{z}\end{pmatrix}}=-\left({\frac {E}{c}}\right)^{2}+p^{2}\,,}
por lo tanto
{\displaystyle -\left(m_{0}c\right)^{2}=-\left({\frac {E}{c}}\right)^{2}+p^{2}}
o, en unidades naturales donde c = 1,
{\displaystyle |\mathbf {P} |^{2}+(m_{0})^{2}=0}.

#### Relatividad general
En la relatividad general, el cuadrimomento es un cuadrivector definido en un sistema de coordenadas local, aunque por definición el producto interno es similar al de la relatividad especial,
{\displaystyle \left\langle \mathbf {P} ,\mathbf {P} \right\rangle =|\mathbf {P} |^{2}=\left(m_{0}c\right)^{2}\,,}
en el que la métrica de Minkowski η se reemplaza por la métrica del campo tensorial g:
{\displaystyle \left\langle \mathbf {P} ,\mathbf {P} \right\rangle =|\mathbf {P} |^{2}=P^{\alpha }g_{\alpha \beta }P^{\beta }\,,}
resuelta a partir de las ecuaciones del campo de Einstein. Entonces:
{\displaystyle P^{\alpha }g_{\alpha \beta }P^{\beta }=\left(m_{0}c\right)^{2}\,.}
Si se realizan las sumas sobre los índices y luego se agrupan los términos similares al tiempo, similares al espacio-tiempo y similares al espacio, se obtiene:
{\displaystyle \underbrace {g_{00}{\left(P^{0}\right)}^{2}} _{\text{tipo-temporal}}+2\underbrace {g_{0i}P^{0}P^{i}} _{\text{tipo-espaciotemporal}}+\underbrace {g_{ij}P^{i}P^{j}} _{\text{tipo-espacial}}=\left(m_{0}c\right)^{2}\,.}
donde el factor 2 surge porque la métrica es un tensor simétrico y se utiliza la convención de los índices latinos i, j que toman los valores similares al espacio 1, 2, 3. Como cada componente de la métrica tiene dependencia del espacio y del tiempo en general, esto es significativamente más complicado que la fórmula citada al principio (consúltese tensor métrico (relatividad general) para obtener más información).

## Unidades de energía, masa y momento
En unidades naturales, en las que c = 1, la ecuación de energía-momento se reduce a
{\displaystyle E^{2}=p^{2}+m_{0}^{2}\,.}
En física de partículas, la energía se expresa típicamente en unidades de electronvoltios (eV), el momento en unidades de eV·c−1 y la masa en unidades de eV·c−2. En electromagnetismo, y debido a la invariancia relativista, es útil tener el campo eléctrico E y el campo magnético B en la misma unidad (Gauss), utilizando el sistema de unidades cgs (gaussiano), donde la energía se expresa en ergios, la masa en gramos (g) y el momento en g·cm·s−1.
La energía también se puede expresar en teoría en unidades de gramos, aunque en la práctica se requiere una gran cantidad de energía para ser equivalente a masas en este rango. Por ejemplo, la primera arma nuclear liberó alrededor de 1 gramo de calor, y las armas termonucleares más grandes han generado un kilogramo o más de calor. Las energías de las bombas termonucleares se dan generalmente en decenas de kilotones y megatones, haciendo referencia a la energía liberada al explotar esa cantidad de trinitrotolueno (TNT).

## Casos especiales

### Sistema de referencia del centro del momento (una partícula)
Para un cuerpo en su sistema de referencia en reposo, el momento es cero, por lo que la ecuación se simplifica a
{\displaystyle E_{0}=m_{0}c^{2}\,,}
donde m0 es la masa en reposo del cuerpo.

### Partículas sin masa
Si el objeto no tiene masa, como es el caso de un fotón, entonces la ecuación se reduce a
{\displaystyle E=pc\,.}
Esta es una simplificación útil. Puede reescribirse de otras formas utilizando la relación de Broglie:
{\displaystyle E={\frac {hc}{\lambda }}=\hbar ck\,.}
si se da la longitud de onda λ o el número de onda k.

### Principio de correspondencia
Reescribiendo la relación para partículas masivas como:
{\displaystyle E=m_{0}c^{2}{\sqrt {1+\left({\frac {p}{m_{0}c}}\right)^{2}}}\,,}
y expandiendo en serie de potencias mediante el teorema del binomio (o una serie de Taylor):
{\displaystyle E=m_{0}c^{2}\left[1+{\frac {1}{2}}\left({\frac {p}{m_{0}c}}\right)^{2}-{\frac {1}{8}}\left({\frac {p}{m_{0}c}}\right)^{4}+\cdots \right]\,,}
en el límite de u ≪ c, se tiene que γ(u) ≈ 1 por lo que el momento tiene la forma clásica p ≈ m0u, y por lo tanto en primer orden en (pm0c)2
 (es decir, se conserva el término (pm0c)2n
 para n = 1 y se descartan todos los términos para n ≥ 2), se tiene
{\displaystyle E\approx m_{0}c^{2}\left[1+{\frac {1}{2}}\left({\frac {m_{0}u}{m_{0}c}}\right)^{2}\right]\,,}
o
{\displaystyle E\approx m_{0}c^{2}+{\frac {1}{2}}m_{0}u^{2}\,,}
donde el segundo término es la energía cinética clásica, y el primero es la energía en reposo de la partícula. Esta aproximación no es válida para partículas sin masa, ya que la expansión requirió la división del momento por la masa. Por cierto, no hay partículas sin masa en la mecánica clásica.

## Sistemas de muchas partículas

### Adición de cuadrimomentos
En el caso de muchas partículas con momentos relativistas pn y energía En, donde n = 1, 2, ... (hasta el número total de partículas) simplemente etiqueta las partículas, tal como se miden en un sistema de referencia particular, se pueden sumar los cuadrimomentos en este sistema
{\displaystyle \sum _{n}\mathbf {P} _{n}=\sum _{n}\left({\frac {E_{n}}{c}},\mathbf {p} _{n}\right)=\left(\sum _{n}{\frac {E_{n}}{c}},\sum _{n}\mathbf {p} _{n}\right)\,,}
y luego tomar la norma; para obtener la relación para un sistema de muchas partículas:
{\displaystyle \left|\left(\sum _{n}\mathbf {P} _{n}\right)\right|^{2}=\left(\sum _{n}{\frac {E_{n}}{c}}\right)^{2}-\left(\sum _{n}\mathbf {p} _{n}\right)^{2}=\left(M_{0}c\right)^{2}\,,}
donde M0 es la masa invariante de todo el sistema, y no es igual a la suma de las masas en reposo de las partículas a menos que todas las partículas estén en reposo (véase masa en la relatividad especial para más detalles). Sustituyendo y reordenando los términos se obtiene la generalización de (1);
| {\displaystyle \left(\sum _{n}E_{n}\right)^{2}=\left(\sum _{n}\mathbf {p} _{n}c\right)^{2}+\left(M_{0}c^{2}\right)^{2}} |

|  |  |  |
|  |  |  |

Las energías y los momentos en la ecuación dependen todos del sistema de referencia, mientras que M0 es independiente del sistema de referencia.

### Sistema de referencia del centro del momento
En el sistema de referencia del centro del momento (CDM), por definición se tiene que:
{\displaystyle \sum _{n}\mathbf {p} _{n}={\boldsymbol {0}}\,,}
con la implicación de (2) en la masa invariante también está la masa-energía del centro de momento (CDM), además del factor c2:
{\displaystyle \left(\sum _{n}E_{n}\right)^{2}=\left(M_{0}c^{2}\right)^{2}\Rightarrow \sum _{n}E_{\mathrm {COM} \,n}=E_{\mathrm {COM} }=M_{0}c^{2}\,,}
y esto es cierto para todos los sistemas de referencia, ya que M0 es independiente del sistema de referencia considerado. Las energías ECOM n son las del sistema CDM, no del sistema de referencia del laboratorio. Sin embargo, muchos sistemas acotados conocidos tienen el sistema de referencia del laboratorio como sistema CDM, ya que el sistema en sí no está en movimiento y, por lo tanto, todos los momentos se cancelan a cero. Un ejemplo sería un objeto simple (donde los momentos vibracionales de los átomos se cancelan) o un contenedor en reposo de gas. En tales sistemas, todas las energías del sistema se miden como masa. Por ejemplo, el calor en un objeto en una balanza, o el total de energías cinéticas en un contenedor de gas en la balanza, todos se miden por la balanza como la masa del sistema.

### Masa en reposo y masa invariante
Las energías o los momentos de las partículas, medidos en algún sistema de referencia, se pueden eliminar utilizando la relación de energía y momento para cada partícula:
{\displaystyle E_{n}^{2}-\left(\mathbf {p} _{n}c\right)^{2}=\left(m_{n}c^{2}\right)^{2}\,,}
lo que permite expresar M0 en términos de energías y masas en reposo, o momentos y masas en reposo. En un sistema de referencia particular, los cuadrados de las sumas se pueden reescribir como sumas de cuadrados (y productos):
{\displaystyle \left(\sum _{n}E_{n}\right)^{2}=\left(\sum _{n}E_{n}\right)\left(\sum _{k}E_{k}\right)=\sum _{n,k}E_{n}E_{k}=2\sum _{n<k}E_{n}E_{k}+\sum _{n}E_{n}^{2}\,,}
{\displaystyle \left(\sum _{n}\mathbf {p} _{n}\right)^{2}=\left(\sum _{n}\mathbf {p} _{n}\right)\cdot \left(\sum _{k}\mathbf {p} _{k}\right)=\sum _{n,k}\mathbf {p} _{n}\cdot \mathbf {p} _{k}=2\sum _{n<k}\mathbf {p} _{n}\cdot \mathbf {p} _{k}+\sum _{n}\mathbf {p} _{n}^{2}\,,}
así que, sustituyendo las sumas, se pueden introducir sus masas en reposo mn en (2):
{\displaystyle \sum _{n}\left(m_{n}c^{2}\right)^{2}+2\sum _{n<k}\left(E_{n}E_{k}-c^{2}\mathbf {p} _{n}\cdot \mathbf {p} _{k}\right)=\left(M_{0}c^{2}\right)^{2}\,.}
Las energías se pueden eliminar mediante:
{\displaystyle E_{n}={\sqrt {\left(\mathbf {p} _{n}c\right)^{2}+\left(m_{n}c^{2}\right)^{2}}}\,,\quad E_{k}={\sqrt {\left(\mathbf {p} _{k}c\right)^{2}+\left(m_{k}c^{2}\right)^{2}}}\,,}
de manera similar, los momentos se pueden eliminar teniendo en cuenta que:
{\displaystyle \mathbf {p} _{n}\cdot \mathbf {p} _{k}=\left|\mathbf {p} _{n}\right|\left|\mathbf {p} _{k}\right|\cos \theta _{nk}\,,\quad |\mathbf {p} _{n}|={\frac {1}{c}}{\sqrt {E_{n}^{2}-\left(m_{n}c^{2}\right)^{2}}}\,,\quad |\mathbf {p} _{k}|={\frac {1}{c}}{\sqrt {E_{k}^{2}-\left(m_{k}c^{2}\right)^{2}}}\,,}
donde θnk es el ángulo entre los vectores de momento pn y pk.
Reordenando los términos:
{\displaystyle \left(M_{0}c^{2}\right)^{2}-\sum _{n}\left(m_{n}c^{2}\right)^{2}=2\sum _{n<k}\left(E_{n}E_{k}-c^{2}\mathbf {p} _{n}\cdot \mathbf {p} _{k}\right)\,.}
Dado que la masa invariante del sistema y las masas en reposo de cada partícula son independientes del sistema de referencia, el lado derecho de la ecuación también es invariante (aunque las energías y los momentos se midan en un sistema de referencia en particular).

## Ondas de materia
Usando las relaciones de Broglie para la energía y el momento de las ondas de materia
{\displaystyle E=\hbar \omega \,,\quad \mathbf {p} =\hbar \mathbf {k} \,,}
donde ω es la frecuencia angular y k es el vector de onda con magnitud | k | = k, igual al número de onda, la relación energía-momento se puede expresar en términos de cantidades de onda:
{\displaystyle \left(\hbar \omega \right)^{2}=\left(c\hbar k\right)^{2}+\left(m_{0}c^{2}\right)^{2}\,,}
y ordenando dividiendo por (ħc)2 a continuación:
| {\displaystyle \left({\frac {\omega }{c}}\right)^{2}=k^{2}+\left({\frac {m_{0}c}{\hbar }}\right)^{2}\,.} |

|  |  |  |
|  |  |  |

Esto también se puede deducir de la magnitud del cuadrivector de onda
{\displaystyle \mathbf {K} =\left({\frac {\omega }{c}},\mathbf {k} \right)\,,}
de manera similar al cuadrimomento anterior.
Dado que la constante de Planck reducida ħ y la velocidad de la luz c aparecen y desordenan esta ecuación, aquí es donde las unidades naturales son especialmente útiles. Normalizándolos de forma que ħ = c = 1, se tiene que:
{\displaystyle \omega ^{2}=k^{2}+m_{0}^{2}\,.}

## Taquiones y materia exótica
La velocidad de un bradyón con la relación energía-momento relativista
{\displaystyle E^{2}=p^{2}c^{2}+m_{0}^{2}c^{4}\,.}
nunca puede superar el valor de c. Por el contrario, siempre es mayor que c para un taquión, cuya ecuación energía-momento es
{\displaystyle E^{2}=p^{2}c^{2}-m_{0}^{2}c^{4}\,.}
Por el contrario, la hipotética materia exótica tiene masa negativa y la ecuación energía-momento es
{\displaystyle E^{2}=-p^{2}c^{2}+m_{0}^{2}c^{4}\,.}